# Acacio di Bisanzio
Acacio o Agazio (Cappadocia, III secolo – Bisanzio, 8 maggio 303) è stato un militare romano venerato come santo dalla Chiesa cattolica e dalla Chiesa ortodossa che lo venera il 17 aprile.
Agazio fu un centurione romano, originario della Cappadocia, di stanza in Tracia con la coorte Marzia.

## Biografia
Durante la persecuzione contro i cristiani scatenata da Diocleziano e da Massimiano fu dato l'ordine ai soldati di sacrificare agli dèi pagani. Al rifiuto di Agazio, il tribuno della coorte Flavio Firmo lo accusò di aver rigettato la fede pagana e per questo tentò di persuaderlo, ma inutilmente, e infine dovette inviarlo a giudizio a Bisanzio dal prefetto Bibiano, che lo fece torturare duramente. Secondo la leggenda, durante la prigionia gli angeli si presero cura di lui e lo confortarono. Il proconsole Flacciano infine lo condannò a morte e la condanna fu eseguita per decapitazione.

## Culto
Con l'affermazione del cristianesimo Sant'Agazio divenne patrono di Costantinopoli e qui rimase il suo corpo finché, nell'XI secolo, le reliquie racchiuse in una cassa che fu gettata in mare, furono traslate a Squillace, nella cui cattedrale si trovano tuttora.
Nel XV secolo fu fondata una Confraternita di Sant'Agazio, che però scomparve dopo il terribile terremoto del 1783.
Sant'Agazio è venerato come compatrono dell'Arcidiocesi Metropolitana di Catanzaro-Squillace, come patrono della Città di Squillace e del Comune di Guardavalle, dove si trova una sua reliquia, precisamente un braccio, che vi venne portata nel XVI secolo ad opera del vescovo di Squillace, Marcello Sirleto, nativo di Guardavalle. Ciò accadde poiché secondo la tradizione la cassa che racchiudeva le reliquie, prima di sbarcare a Squillace, sembra essere passata nel mare che oggi bagna Guardavalle, ma la popolazione, temendo qualche diavoleria, non aprì la cassa e la fece ancora vagare.
Agazio è il protettore delle truppe militari ed è invocato dai fedeli contro l'emicrania e il mal di denti. Inoltre i fedeli si rivolgono a lui per la consolazione dalle lunghe agonie e contro la siccità.
Secondo una tradizione sant'Agazio farebbe parte del gruppo dei cosiddetti santi ausiliatori.
La festa religiosa, secondo il Martirologio romano, ricorre il giorno 8 maggio, ma, per antica tradizione a Squillace ed a Guardavalle viene festeggiata il 7 maggio. A Squillace, inoltre, il 16 gennaio viene festeggiata la traslazione delle reliquie.